# Carlos González Juárez
	Carlos González Juárez (Almuñécar, Granada, 7 de abril de 1986), más conocido como Carlos González, es un entrenador de fútbol español que actualmente es entrenador del Atlético Ottawa de la Canadian Premier League.

## Trayectoria
Licenciado en Ciencias de la Actividad Física y el Deporte y formado como entrenador durante más de 10 años en canteras de élite como el Rayo Vallecano y el Granada CF, y comenzando como Entrenador Jefe de juveniles en el Málaga CF y posteriormente en el Atlético de Madrid. 
Tras tres temporadas en la cantera del club colchonero, y numerosos éxitos como el Campeonato de División de Honor con el Juvenil Madrileño, en 2018 se convirtió en entrenador del Juvenil "A" del Atlético de Madrid, al que también dirigió en la Liga Juvenil de la UEFA durante dos temporadas. 
El 1 de octubre de 2020, firma como entrenador de la Selección de fútbol sub-23 de Kuwait, donde llevó al equipo a su primera clasificación para la Copa Asiática en diez años y al que dirigió hasta septiembre de 2021.
El 1 de octubre de 2021, dirige a la Selección de fútbol de Kuwait durante tres partidos de la Copa AFC, obteniendo dos victorias y un empate.
El 24 de febrero de 2022, firma como entrenador del Atlético Ottawa de la Canadian Premier League por dos temporadas.

## Clubes

### Como entrenador
| Club                                | País   | Año             |
| ----------------------------------- | ------ | --------------- |
| Club Atlético de Madrid Juvenil "A" | España | 2018-2020       |
| Selección sub-23 de Kuwait          | Kuwait | 2020-2021       |
| Selección de Kuwait                 | Kuwait | 2021            |
| Atlético Ottawa                     | Canadá | 2022-Actualidad |